# Moulins (Allier)

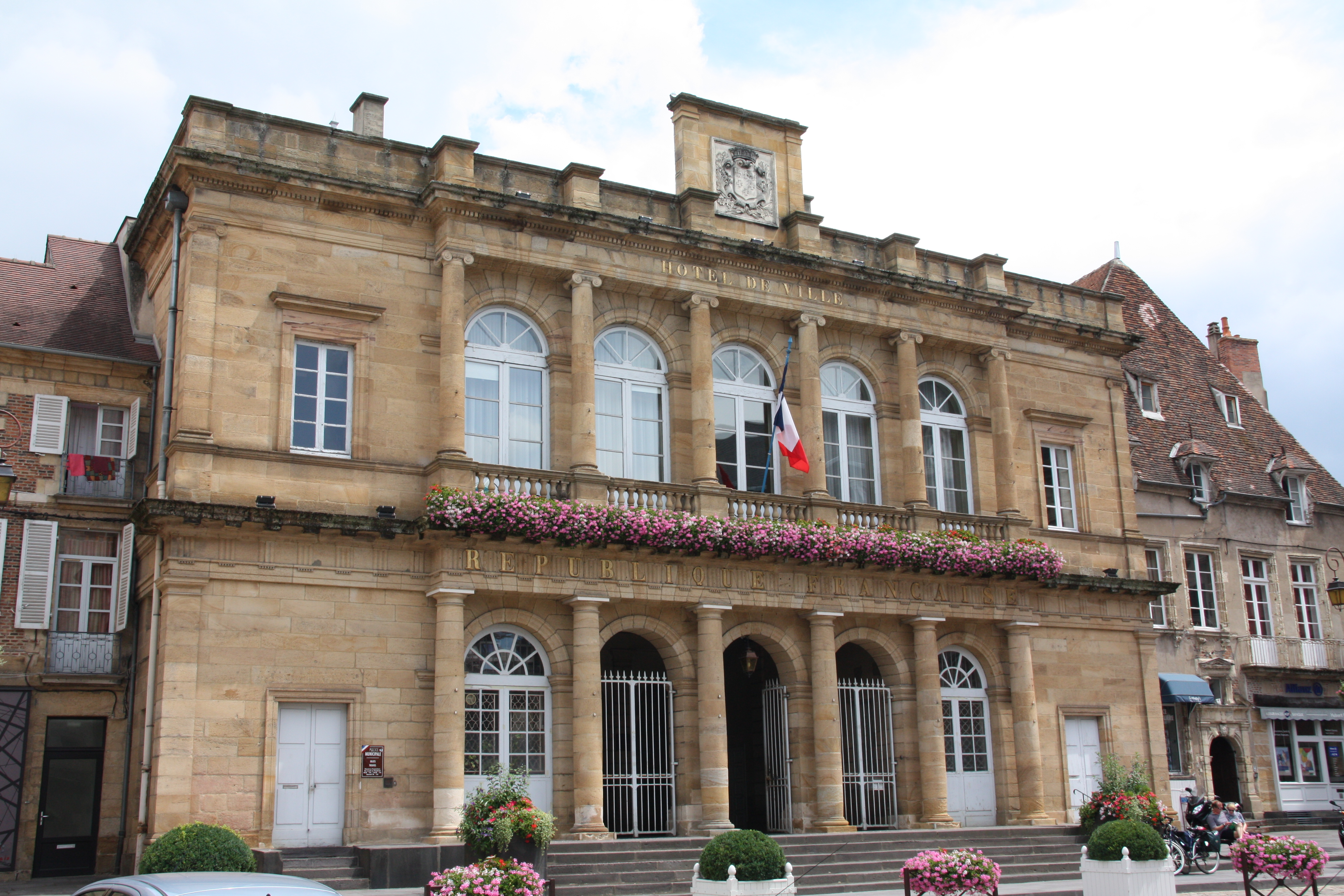
Rathaus (Hôtel de ville)

Moulins [mulɛ̃] ist eine Stadt mit 19.344 Einwohnern (Stand 1. Januar 2022) in der französischen Region Auvergne-Rhône-Alpes im Département Allier. Sie ist Sitz der Präfektur des Départements.
Wegen ihrer langen Geschichte, unter anderem als Residenz der Herzöge von Bourbon, nennt sich die Stadt Ville d’Art et d’Histoire.

## Geografie
Die Altstadt von Moulins liegt am rechten Ufer des Allier, etwa 50 Kilometer nördlich von Vichy. Der Ortsteil La Madeleine liegt auf der linken Seite des Allier; das im Osten nahtlos angrenzende Siedlungsgebiet ist bereits Teil der Gemeinde Yzeure.

## Geschichte
Moulins erlebte sein goldenes Zeitalter im 15. Jahrhundert, als die Herzöge von Bourbon, nach denen die Region des nördlichen Zentralmassivs heute noch Bourbonnais genannt wird, in der Stadt am Allier residierten und als die nahen Klöster, vor allem Souvigny, sich zu geistigen und kulturellen Zentren neben dem politischen Zentrum Moulins entwickelten. Der Name der Stadt bezieht sich auf Schiffmühlen, die auf dem Allier arbeiteten.
Der Kurtourismus, der um 1900 immer mehr Besucher in die Auvergne, vor allem nach Vichy, lockte, ging an Moulins vorbei. So blieb ihr einzig die politische Bedeutung als Hauptstadt des Départements Allier. Von 1918 bis 1959 bestanden die Decauville-Werke in Moulins. Während der deutschen Besatzung im Zweiten Weltkrieg verlief die Grenze zwischen dem besetzten Frankreich und dem Frankreich des prodeutschen Marschalls Pétain mitten durch Moulins, die Grenzposten waren am Pont Régemortes stationiert.

### Bevölkerungsentwicklung
| Jahr                       | 1962   | 1968   | 1975   | 1982   | 1990   | 1999   | 2007   | 2018   | 2021   |
| -------------------------- | ------ | ------ | ------ | ------ | ------ | ------ | ------ | ------ | ------ |
| Einwohner                  | 23.909 | 25.979 | 26.067 | 25.159 | 22.799 | 21.892 | 20.251 | 19.563 | 19.343 |
| Quellen: Cassini und INSEE |        |        |        |        |        |        |        |        |        |

## Sehenswürdigkeiten
- Kathedrale Notre Dame de Moulins
- Chapelle de la Visitation mit dem Grabmal des Herzogs Heinrich II. von Montmorency und Deckengemälden aus dem 17. Jahrhundert
- Tour Jacquemart
- La Mal Coiffée / Ancien Palais du Bourbon
- Musée Anne de Beaujeu
- Musée Bourbonnais du Moulins
- Musée de la Visitation, Ausstellung über den Frauenorden von der Heimsuchung Mariens (Salesianerinnen)
- Ehemalige Markthalle
- Rue du Pont Ginguet
- Centre national du Costume de scène
- Chapelle Notre-Dame, ehemalige Kapelle des Mädchenpensionats der Augustiner-Chorfrauen (Chanoinesses de Saint-Augustin de la Congrégation Notre-Dame), heute Veranstaltungsraum des Hôtel de Paris
- Klassizistische Straßenzüge rund um den Place Marx Dormoy

Siehe auch: Liste der Monuments historiques in Moulins (Allier)

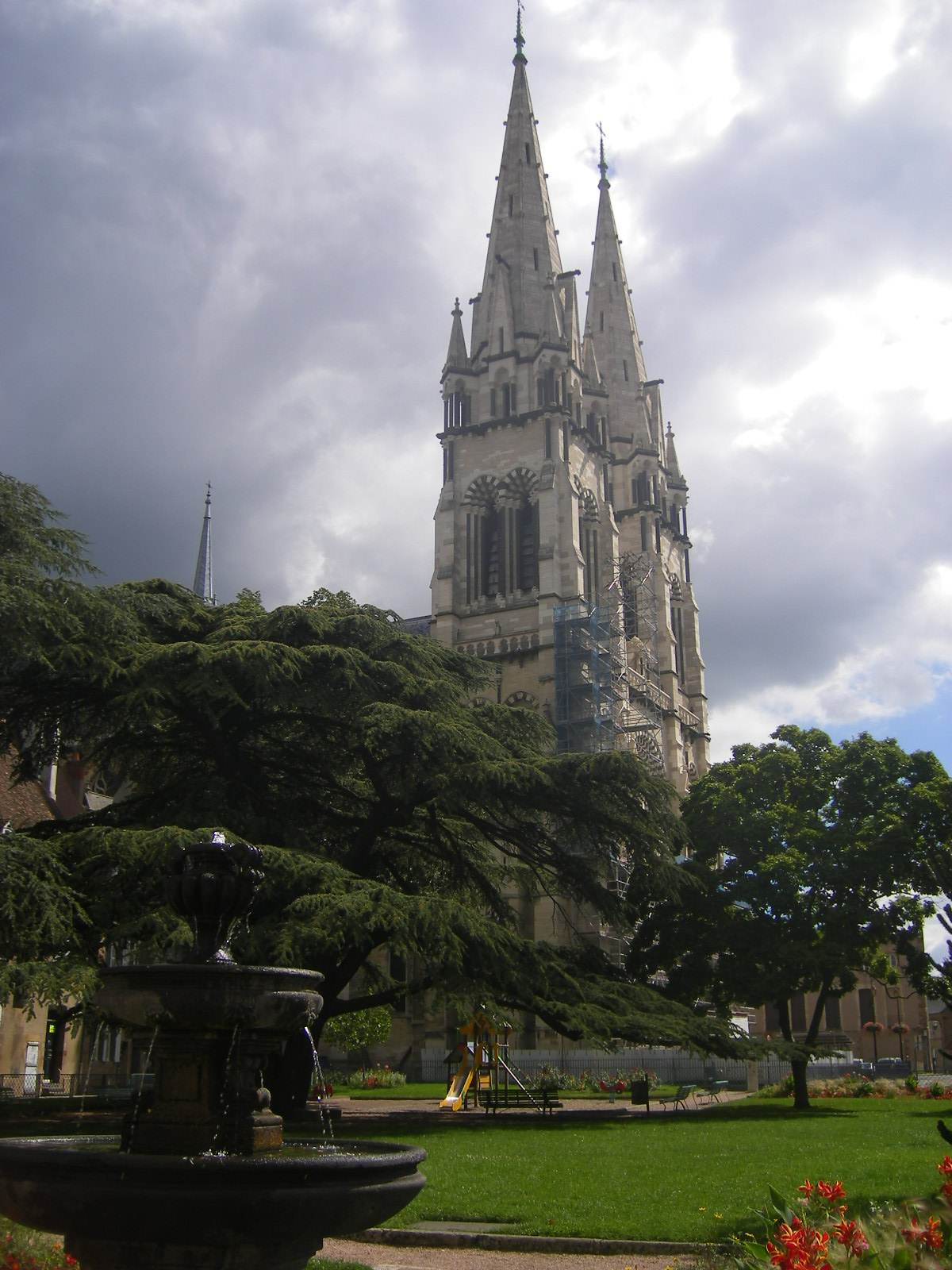
Kathedrale Notre Dame
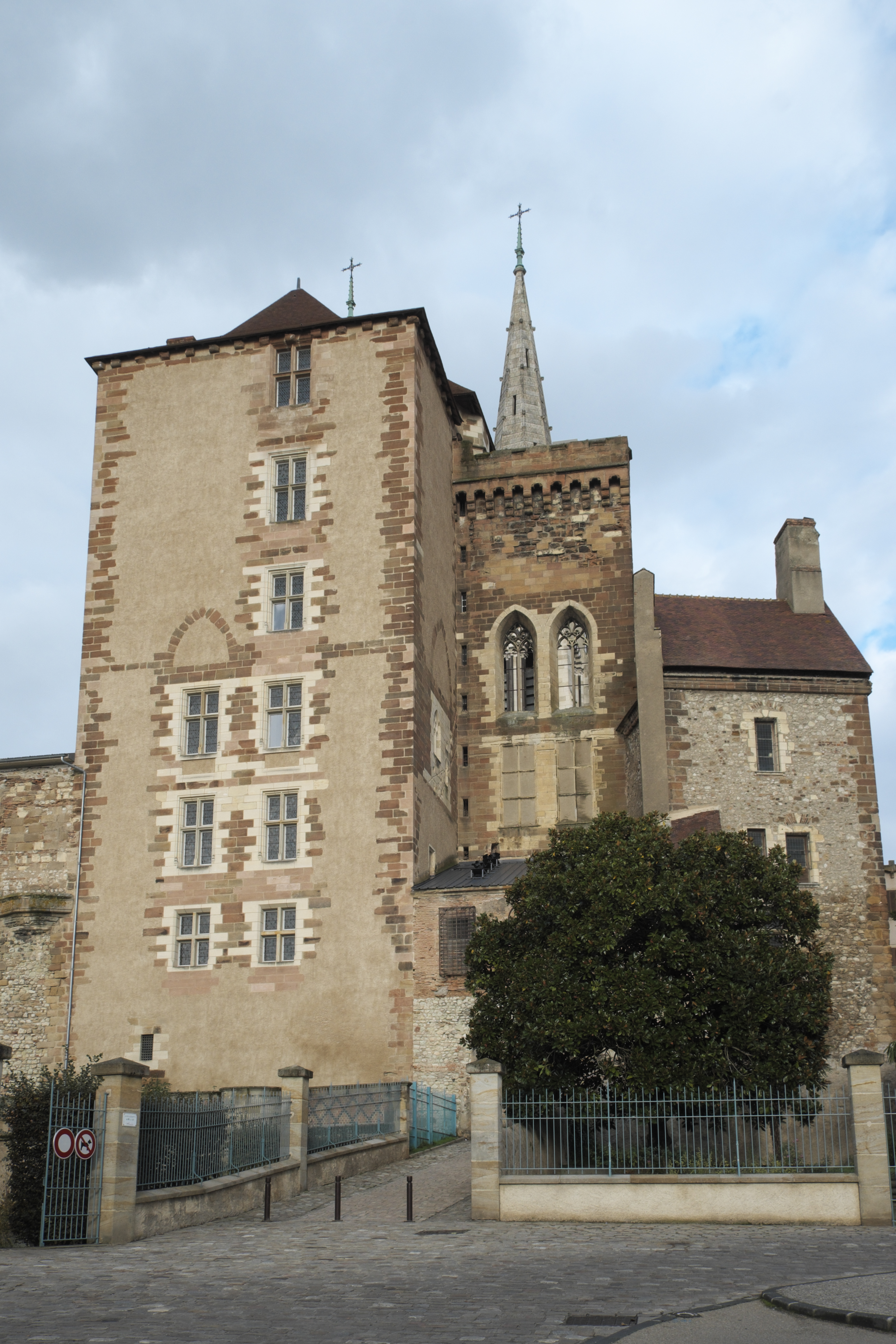
Schloss der Herzöge von Bourbon
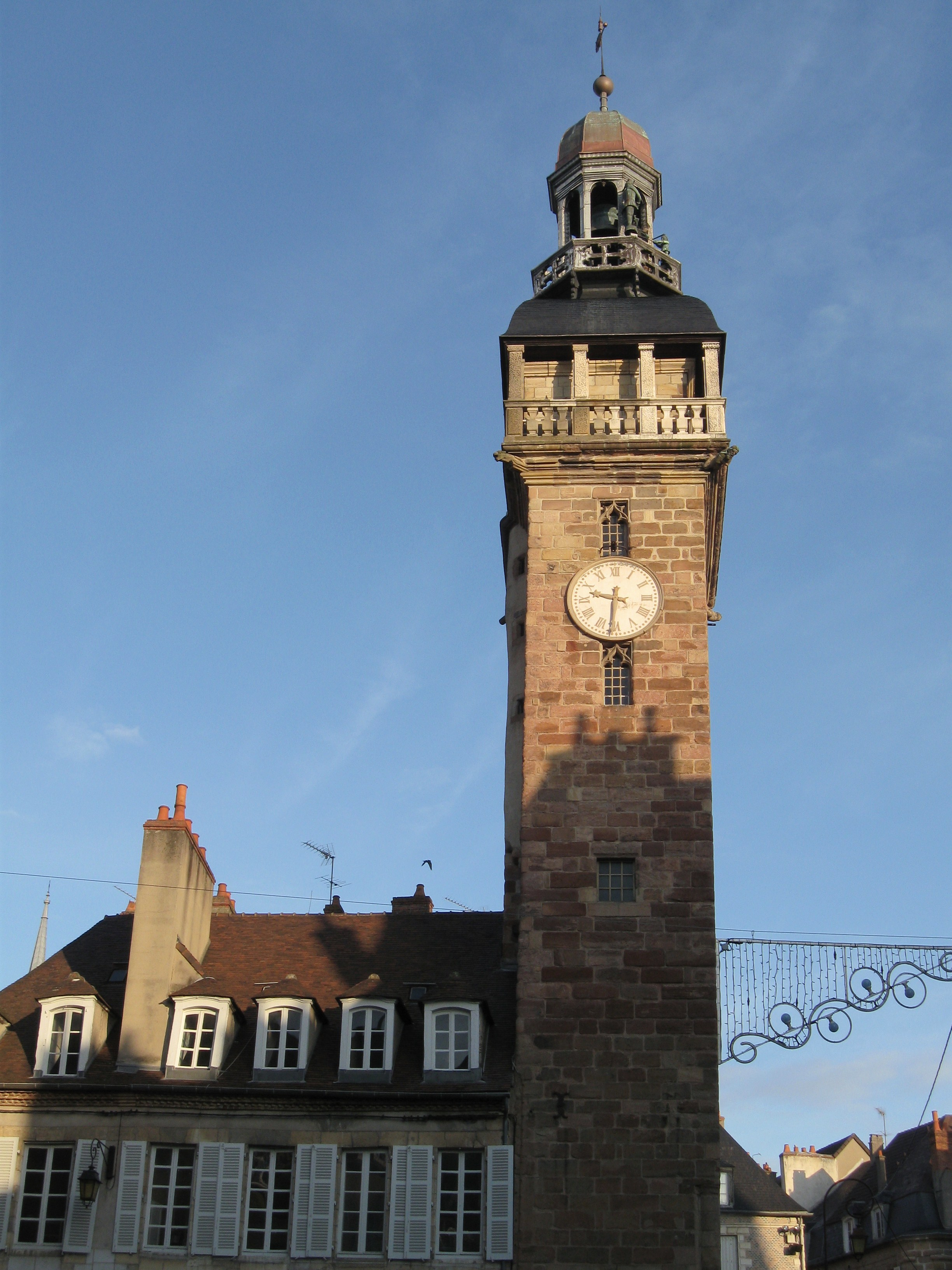
Tour Jacquemart
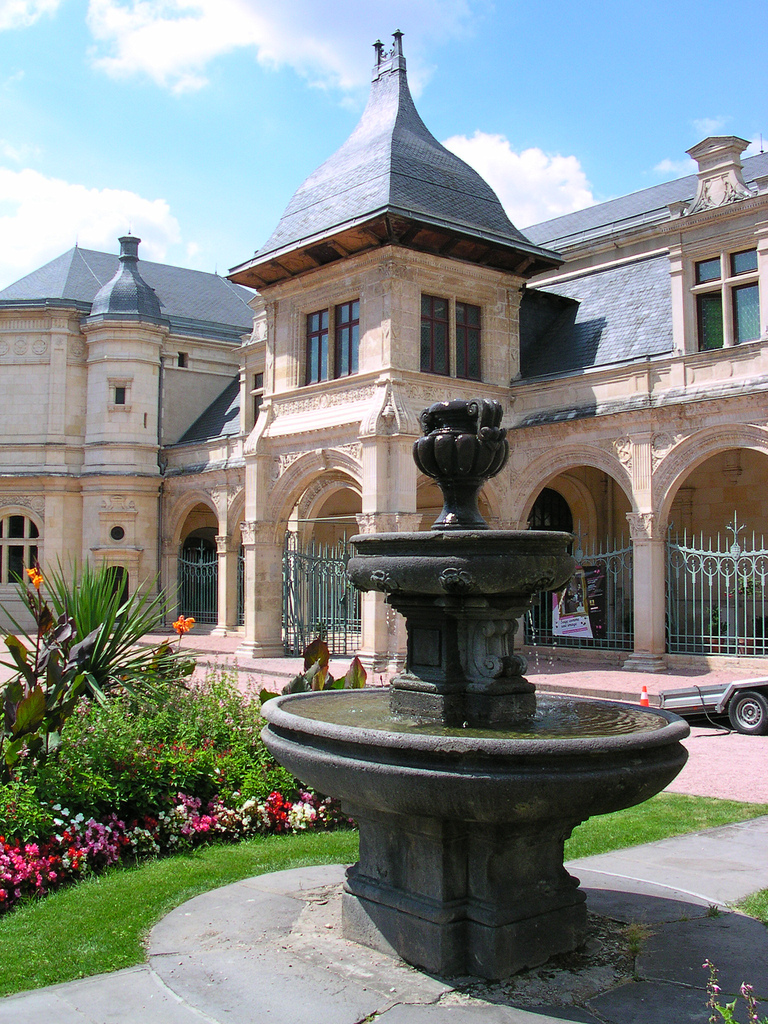
Musée Anne de Beaujeu
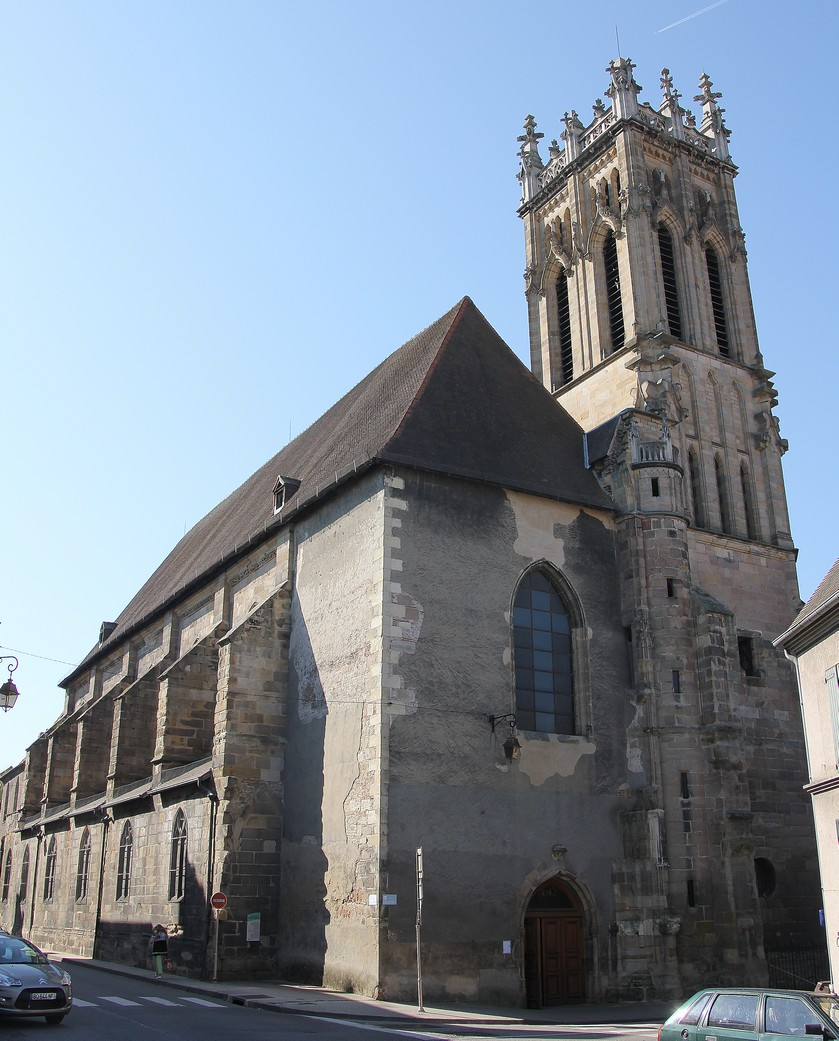
Kirche Saint-Pierre

## Infrastruktur
Moulins lag früher an der Route nationale N 7, die den Ort heute weiträumig umgeht. Der Straßenverkehr auf die linke Seite des Allier läuft bis heute nur über die bereits 1763 eröffnete steinerne Straßenbrücke Pont Régemortes.
Moulins besitzt seit 1853 einen Bahnhof an der Bahnstrecke Moret-Veneux-les-Sablons–Lyon-Perrache. Des Weiteren zweigen in Moulins die Bahnstrecken nach Montluçon (außer Betrieb) und Mâcon (in Betrieb bis Paray-le-Monial) ab. Die Bahnstrecke nach Montluçon quert den Allier auf der 1858 erbauten Eisenbahnbrücke.
Der Bahnhof Moulins-sur-Allier wird von Intercités-Zügen der Verbindungen Paris-Bercy–Clermont-Ferrand und Nantes–Lyon-Perrache bedient.
Im Regionalverkehr verkehren Züge des TER Bourgogne-Franche-Comté bzw. TER Auvergne-Rhône-Alpes nach Nevers, Dijon-Ville, Clermont-Ferrand und Lyon-Perrache.

## Partnerstädte
- Bad Vilbel (Deutschland)
- Montepulciano (Italien)
- Tanger (Marokko)

## Persönlichkeiten
- Meister von Moulins (vor 1470–nach 1500), Maler der Renaissance
- Claude Duret (1565–1611), Gelehrter und Schriftsteller
- Jean de Lingendes (1580–1616), Dichter des Barock
- Maria Felicia Orsini (1600–1666), Herzogin von Montmorency und Oberin des Ordens von der Heimsuchung Mariens
- Claude-Louis-Hector de Villars (1653–1734), General
- James Fitzjames, 1. Herzog von Berwick-upon-Tweed (1670–1734), Heerführer und Marschall
- Louis Mantin (1851–1905), Erbauer des Maison Mantin
- Josef Haas (1863–1929), deutscher Romanist und Hochschullehrer
- Antoine Meillet (1866–1936), Sprachwissenschaftler des frühen 20. Jahrhunderts
- Marcel Garchery (1876–1961), Offizier
- Georges Bidault (1899–1983), Politiker
- Charles de Provenchères (1904–1984), römisch-katholischer Geistlicher und Erzbischof
- Robert Poujade (1928–2020), Politiker
- Richard Bohringer (* 1942), Schauspieler
- Alexandre Thériot (* 1972), Architekt und Universitätsprofessor
- Angélo Tulik (* 1990), Bahn- & Straßenradrennfahrer
- Yanis Massolin (* 2002), französisch-algerischer Fußballspieler
- Jules Maigret, imaginärer Polizeibeamter und Protagonist zahlreicher Kriminalromane aus der Feder von Georges Simenon